# The Wallflower (Dance with Me, Henry)
"The Wallflower" (también conocida como "Roll with Me, Henry" y "Dance with Me, Henry") es una canción de 1955 de Etta James . Fue una las canciones de respuesta que surgió al tema "Work with Me, Annie" de Hank Ballard y tiene su misma melodía de blues de 12 compases.

## Letras y lanzamiento
La canción fue escrita por Johnny Otis, Hank Ballard y Etta James. Etta James la grabó para el sello Modern Records, con la participación no acreditada de Richard Berry en los coros y en los teclados. Se conocía popularmente como "Roll with Me Henry". La versión original se consideró demasiado arriesgada para reproducirla en las emisoras de radio pop de la época.
La canción es un diálogo entre "Henry" y la cantante:
- Hey baby, whatta I have to do to make you love me too? (Oye, cariño, ¿qué tengo que hacer para que tú también me ames?)
- You've got to roll with me Henry (Tienes que rodar conmigo Henry)

En su autobiografía "Rage to Survive: The Etta James Story", la cantante comenta que "la palabra roll (rodar) contenía una sugerencia sexual con la que no podían los mojigatos". El contexto de la canción se produce en la pista de baile. The Midnighters también grabaron una respuesta a esta propia canción de respuesta: "Henry's Got Flat Feet (Can't Dance No More)".
Bajo el título "The Wallflower", el sencillo se convirtió en un éxito de rhythm and blues, encabezando la lista de R&B de Estados Unidos durante 4 semanas. En la lista Billboard de discos R&B de 1955, el sencillo ocupó el puesto número 6 según las ventas en tiendas, el número 3 según las reproducciones en las radios y el número 15 según las de las máquinas jukebox.
La canción fue reeditada como "Roll with Me, Henry" en Kent Records en 1960.

## Reconocimientos
En 2008, Etta James recibió un premio Grammy Hall of Fame por su grabación de 1955.

## Versión de Georgia Gibbs
En 1955, la canción fue versionada para el mercado pop por Georgia Gibbs, con la participación no acreditada en el coro de Thurl Ravenscroft, bajo el título "Dance with Me Henry". Esa versión llegó a los cinco primeros lugares de varias listas de éxitos, incluido el número 1 en la lista de canciones más reproducidas en máquinas jukebox el 14 de mayo de 1955, donde permaneció durante tres semanas en lo más alto de esa lista. En 1958, Etta James hizo su propia versión de "Dance with Me Henry".

## Otras versiones
También fue versionada como "Dance with Me Henry" por Peter Sellers y Spike Milligan con los personajes de Henry Crun y Minnie Bannister para el programa de comedia de radio de la BBC The Goon Show en 1955.

## Canción en la cultura popular
- La canción inspiró el título de la película de Abbott y Costello Dance With Me Henry (1956), aunque la trama de la película no estaba relacionada con la canción.[4]
- También se incluyó en las películas Sister Act y Back to the Future.